# 예니세이스크현

예니세이스크현의 문장

예니세이스크현(러시아어: Енисе́йская губе́рния)는 러시아 제국이 설치한 현으로, 1724년 - 1925년까지 존속했다.

## 역사

### 17세기
1629년까지는 예니세이스크 현은 크라스노야르스크 지방의 일부였고, 당시 중심지는 토볼스크였다. 나중에는 예니세이스크, 크라스노야르스크, 칸스크가 세워졌다. 그리고 이곳에 오스트로크가 설치되었다. 1676년에는 현의 영역이 자바이칼에서 예니세이강까지 뻗어 나갔다.

### 18세기
1708년에 표르트 대제는 영토 확장을 추진했다. 그래서 일부가 러시아 제국의 영토로 들어감에 따라서, 여러 읍으로 나뉘었다. 1708년 12월 18일에는 러시아 제국이 다시 이곳을 8개의 현으로 나눴다. 시베리아와 확장된 지역에 시비리 현의 중심지였던 토볼스크가 세워졌다.
그러나 거리상으로는 외진 곳에 위치해 있어서 이곳은 방치되었다. 하지만 이곳에 대한 중요성은 커졌다. 1719년에 시비리현을 구성했던 3개의 지역인 뱟카(Вятская), 솔리캄스크(Соликамская)와 토볼스크(Тобольская), 그리고 이르쿠츠크현과 예니세이스크현의 중심지였던 예니세이스크가 세워졌다. 당시 예니세이 지방에 속했던 읍은 만가제이스키읍(Мангазейский), 예니세이스키읍(Енисейский), 크라스노야르스키읍(Красноярский), 톰스키읍(Томский), 쿠즈네츠키읍(Кузнецкий), 나림스키읍(Нарымский)과 케츠키읍(Кетский)이었다.
1764년, 예카테리나 2세는 시베리아에 이르쿠츠크현과 예니세이 지방을 포함하는 영토를 확장시켰다. 예니세이 지방은 20년에 걸쳐서 3개의 현인 토볼스크현(예니세이스크와 아친스크), 이르쿠츠크현, 콜리반현(크라스노야르스크)이 설치되었다.
1797년에는 예니세이강에 속했던 지역들이 토볼스크현(1804년까지, 1822년까지 톰스크현의 영토로 들어감)의 영토로 들어갔다.

### 19세기
강력한 중앙 집권으로 1803년에는 토볼스크현, 이르쿠츠크현, 톰스크현을 포함한 영토를 통합하고 중심지인 이르쿠츠크를 세웠다. 1822년에는 이곳이 폐지되고, 대신 자파드노-시비르스코예(중심지 토볼스크)와 보스토치노-시비르스코예(중심지 이르쿠츠크)로 나눴다.
나중에 미하일 스페란스키(Михаил Михайлович Сперанский)는 당시 러시아 황제였던 알렉산드르 1세의 명으로 이 지역을 다시 5개의 행정 구역으로 나눴다(이때 크라스노야르스크현(Красноярская), 예니세이스크현(Енисейская, 투루한스키 지방(Туруханским край)), 아친스크현(Ачинская), 미누신스크현(Минусинская)와 칸스크현(Канская)으로 나눔). 크라스노야르스크가 이때 새로운 이곳의 중심지가 되었다.

### 20세기
소련의 브치크는 1934년 12월 7일에 예니세이스크 현을 자파드노시비르 지방과 보스토치노시비르 지방으로 나누기로 결정했다. 당시 크라스노야르스크 지방에 속했던 지역은 하카시야 자치주(Хакасия автономная область), 타이미르-예벤키 국가 구역(Таймырский и Эвенкийский национальный округ), 보고톨스키군(Боготольский), 비릴류스키군(Бирилюсский), 아친스키군(Ачинский), 나자롭스키군(Назаровский), 우주르스키군(Ужурский), 미누신스키군(Минусинский), 쿠라긴스키군(Курагинский), 카라투스키군(Каратузский), 예르마콥스키군(Ермаковский), 우신스키군(Усинский), 투루한스키군(Туруханский), 예니세이스키군(Енисейский), 카자치노예니세이스키군(Казачино-Енисейский), 피롭스키군(Пировский), 보구찬스키군(Богучанский), 케젬스키군(Кежемский), 볼셰무르틴스키군(Большемуртинский), 타세옙스키군(Тасеевский), 수호보짐스키군(Сухобузимский), 제르진스키군(Дзержинский), 아반스키군(Абанский), 칸스키군(Канский), 니즈네인가시스키군(Нижнеингашский), 이르베이스키군(Ирбейский), 우야르스키군(Уярский), 리빈스키군(Рыбинский), 만스키군(Манский), 노보셀롭스키군(Новоселовский), 발라흐틴스키군(Балахтинский), 우데레이스키군(Удерейский), 일란스키군(Иланский), 파르티잔스키군(Партизанский), 세베로예니세이스키군(Северо-Енисейский), 크라스노투란스키군(Краснотуранский)과 이가르카시(Игарка)였다.

## 행정관

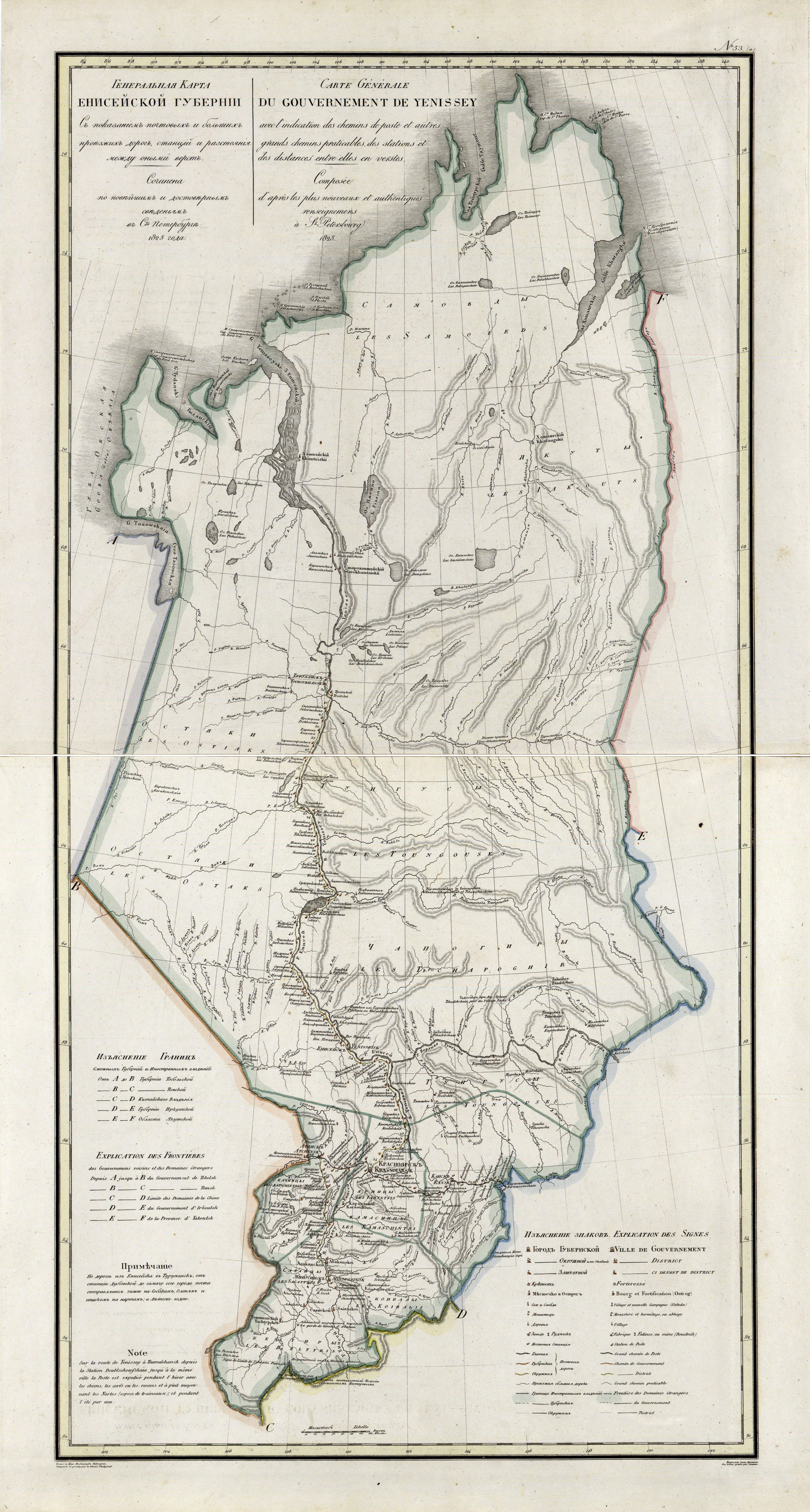
예니세이스크현의 지도

- 알렉산드르 스테파노프(Александр Петрович Степанов, 1823년—1831년)
- 이반 코발레프(Иван Гаврилович Ковалев, 1831년—1835년)
- 바실리 코필로프(Василий Иванович Копылов, 1835년—1845년)
- 바실리 파달카(Василий Кириллович Падалка, 1845년—1861년)
- 파벨 자먀트닌(Павел Николаевич Замятнин, 1861년—1868년)
- 아폴론 로흐빈츠키(Аполлон Давыдович Лохвицкий, 1869년—1881년)
- 이반 페다셴코(Иван Константинович Педашенко, 1882년—1889년)
- 레오니트 텔랴콥스키(Леонид Константинович Теляковский, 1890년—1896년)
- 콘스탄틴 스베틀리츠키(Константин Николаевич Светлицкий, 1897년—1898년)
- 미하일 플레츠(Михаил Александрович Плец, 1898년—1902년)
- 니콜라이 아이구스토프(Николай Алексеевич Айгустов, 1903년—1905년)
- 빅토르 다비도프(Виктор Федорович Давыдов, 1905년—1906년)
- 알렉산드르 기르스(Александр Николаевич Гирс, 1906년—1909년)
- 야코프 볼로곱스키(Яков Дмитриевич Бологовский, 1909년—1913년)
- 이반 크랍트(Иван Иванович Крафт, 1913년—1914년)
- 야코프 골롤로보프(Яков Георгиевич Гололобов, 1915년—1917년)
- 블라디미르 크루톱스키(Владимир Михайлович Крутовский, 1917년—1918년)
- P.오제르니흐(П.Озерных, 1918년)
- 표트르 트로츠키(Петр Иванович Троцкий, 1918년—1919년)
- 이반 자바츠키(Иван Абрамович Завадский, 1920년)
- 보리스 슈먀츠키(Борис Захарович Шумяцкий, 1921년)
- 알렉세예비치 페옥티스트(Алексеевич Березовский Феоктист, 1921년)
- 레프 골디치(Лев Ефимович Гольдич, 1921년—1923년)
- 파벨 시하노프(Павел Иванович Шиханов, 1923년—1925년)
- 파벨 아쿨리누시킨(Павел Дмитриевич Акулинушкин, 1934년—1937년)

## 같이 보기
- 퉁구스카 폭발사건